# Uppehållstid
Uppehållstid eller omsättningstid är ett mått inom miljövetenskapen som betecknar den tid under vilken ett ämne befinner sig inom en viss del av sitt kretslopp. Uttryckt i matematiska termer är det kvoten mellan den mängd som i vanliga fall finns i ett utrymme och flödet ut ur det.
Begreppet används ofta för att beskriva hur länge vatten dröjer sig kvar i en sjö. Sjön med världens längsta uppehållstid är Vostoksjön i Antarktis, där vatten stannar kvar i över 13 000 år. I Sverige har bland annat Vättern en uppehållstid på 58-60 år.

## Teori
| Reservoar              | Genomsnitt       |
| ---------------------- | ---------------- |
| Antarktis              | 20 000 år        |
| Oceaner                | 3 200 år         |
| Glaciärer              | 20 till 100 år   |
| Säsongsbundet snötäcke | 2 till 6 månader |
| Jordfuktighet          | 1 till 2 månader |
| Ytligt grundvatten     | 100 till 200 år  |
| Djupt grundvatten      | 10 000 år        |
| Sjöar                  | 50 till 100 år   |
| Floder                 | 2 till 6 månader |
| Atmosfären             | 9 dagar          |

Uppehållstiden för en reservoar är den genomsnittliga tid som en vattenmolekyl kommer att tillbringa i den reservoaren (se intilliggande tabell). Det är ett mått på medelåldern för vattnet i reservoaren.
Grundvatten kan tillbringa över 10 000 år under jordens yta innan det når ytan. Särskilt gammalt grundvatten kallas fossilt vatten. Vatten som lagras i jorden förblir där mycket kort tid, eftersom det sprids tunt över jorden och lätt försvinner genom avdunstning, transpiration, strömflöde eller grundvattenpåfyllning. Efter avdunstning är uppehållstiden i atmosfären cirka 9 dagar innan den kondenseras och faller till jorden som nederbörd.
De största glaciärerna, Antarktis och Grönland lagrar is under mycket lång tid. Is från Antarktis har på ett tillförlitligt sätt daterats till att vara 800 000 år gammal, även om den genomsnittliga uppehållstiden är kortare.
I hydrologi kan uppehållstider uppskattas på två sätt. Den vanligaste metoden bygger på principen lagen om massans bevarande och antar att mängden vatten i en given behållare är ungefär konstant. Med denna metod uppskattas uppehållstiderna genom att dela volymen på reservoaren med den hastighet med vilken vatten antingen kommer in i eller ut ur den. Konceptuellt motsvarar detta hur lång tid det skulle ta reservoaren att fyllas från tom om inget vatten skulle lämna den (eller hur lång tid det skulle ta att tömma den fulla reservoaren om inget vatten skulle komma in). En alternativ metod för att uppskatta uppehållstider som blivit allt populärare för datering av grundvatten är att mäta förekomsten av tritium i vattnet. Detta bildades av atmosfäriska kärnvapendetonationer 1945–63 och har sedan i varierande grad spridits till vattenreservoarer på Jorden. För äldre vatten kan kol-14-metoden användas.

## Uppehållstid i sjöar
Uppehållstid kan användas för flera olika volymer, men används ofta för att beräkna hur länge exempelvis vatten dröjer sig kvar i en sjö. Uppehållstiden för en sjö, det vill säga den genomsnittliga tiden som vatten befinner sig i sjön, beräknas genom att dela sjöns volym med antingen inflödet från alla bifloder eller utflödet (i bästa fall inräknat avdunstning och läckage). Måttet förutsätter att vattnet i sjön är välblandat och inte skiktat, med andra ord att olika områden eller delar av sjön inte skiljer sig för mycket från varandra. I verkligheten är dock stora och djupa sjöar sällan särskilt välblandade. Riktigt stora sjöar kan bestå av olika distinkta delar, med begränsat flöde däremellan. Djupa sjöar är ofta skiktade, där vatten på djupare nivåer sällan blandas med ytvattnet.
Uppehållstiden i en sjö påverkas av porositeten, det vill säga storleken och tätheten på porerna. Vatten som flödar genom lera flödar långsammare än genom grus, exempelvis. Den påverkas också av markens vattengenomsläpplighet, och slutligen mängden inflöden och utflöden. Sjöar med hög avdunstningsgrad kommer ha en kortare uppehållstid jämfört med de med en lägre grad av avdunstning, till exempel.
Bland Sveriges tre största sjöar har Vänern en uppehållstid på 8-9 år, med 9 år i Värmlandssjön och omkring 3 år i Dalbosjön. Vättern har en uppehållstid på 58-60 år, medan Mälaren har en uppehållstid på 2-3 år. Mälaren har många biflöden och är inte särskilt djup, medan Vättern har färre biflöden men ett större djup, vilket påverkar uppehållstiderna. Den sjö i världen som förmodligen har längst uppehållstid är Vostoksjön i Antarktis, med 13 300 år. Tanganyikasjön i Afrika har en uppehållstid på cirka 5 500 år. Titicacasjön på gränsen mellan Peru och Bolivia har en uppehållstid på drygt 1 300 år.

## Matematiska uttryck

### Nominell uppehållstid
Nominell uppehållstid (tn) för en vattenvolym (V) kan beräknas på följande vis:
tn{\displaystyle ={\frac {V}{Q}}}
där 
- V = volym
- Q = flöde

#### Exempel
Tar man som exempel att atmosfären ständigt innehåller 1016 kg vattenånga, och att nederbörden per dygn är ungefär 1015 kg, kan man beräkna uppehållstiden genom:
Uppehållstid{\displaystyle ={\frac {10^{16}}{10^{15}}}} = 10 dygn
Omsättningstiden på vattenånga i atmosfären blir då 10 dygn.